# Relações entre Arábia Saudita e Paquistão
As relações entre Arábia Saudita e Paquistão são as relações diplomáticas estabelecidas entre o Reino da Arábia Saudita e a República Islâmica do Paquistão. São bastante próximas e amigáveis, devido as laços históricos e religiosos que unem os dois países islâmicos. O Paquistão é considerado o aliado muçulmano mais importante para a Arábia Saudita.
O reino saudita,  que abriga os mais importantes locais sagrados islâmicos, desfruta de uma influência religiosa considerável no Paquistão. No decorrer dos anos, a Arábia Saudita conseguiu promover o movimento religioso mais conservador do Islã, o Wahhabismo,  através de contribuições generosas para mesquitas e madrassas no Paquistão, que possui a segunda maior população muçulmana do mundo (após a Indonésia). Por outro lado, o Paquistão possui o maior exército muçulmano do mundo e é a única potência nuclear muçulmana, que a Arábia Saudita considera como uma força multiplicadora e um suporte em períodos de crise.
As relações entre os dois países também refletem laços econômicos generalizados e em desenvolvimento. O comércio entre eles cresceu nos últimos anos, atualmente chegando a 5 bilhões de dólares. Além disso, o número de trabalhadores paquistaneses no reino têm aumentado, ascendendo a mais de 1,5 milhão de pessoas, que remetem cerca de 3 bilhões de dólares por ano para suas famílias no Paquistão.